# National Football League-slutspelet
Slutspelet i National Football League (NFL) är en turnering med direkta  utslagsmatcher som äger rum efter grundserien i NFL. Totalt kvalificerar sig 14 lag för slutspel, 7 från var av de två konferenserna, National Football Conference och American Football Conference, där vinnaren av respektive konferens möts i Super Bowl för mästerskapstiteln.